# سام کورلت
سام کورلت (انگلیسی: Sam Corlett؛ زادهٔ ۲۴ آوریل ۱۹۹۶) بازیگر اهل استرالیا است. وی از سال ۲۰۱۸ میلادی تاکنون مشغول فعالیت بوده‌است.
از فیلم‌ها یا برنامه‌های تلویزیونی که وی در آن نقش داشته‌است می‌توان به ماجراجویی‌های هراس‌انگیز سابرینا و وایکینگ‌ها: والهالا اشاره کرد.